# Musée des beaux-arts de Montréal

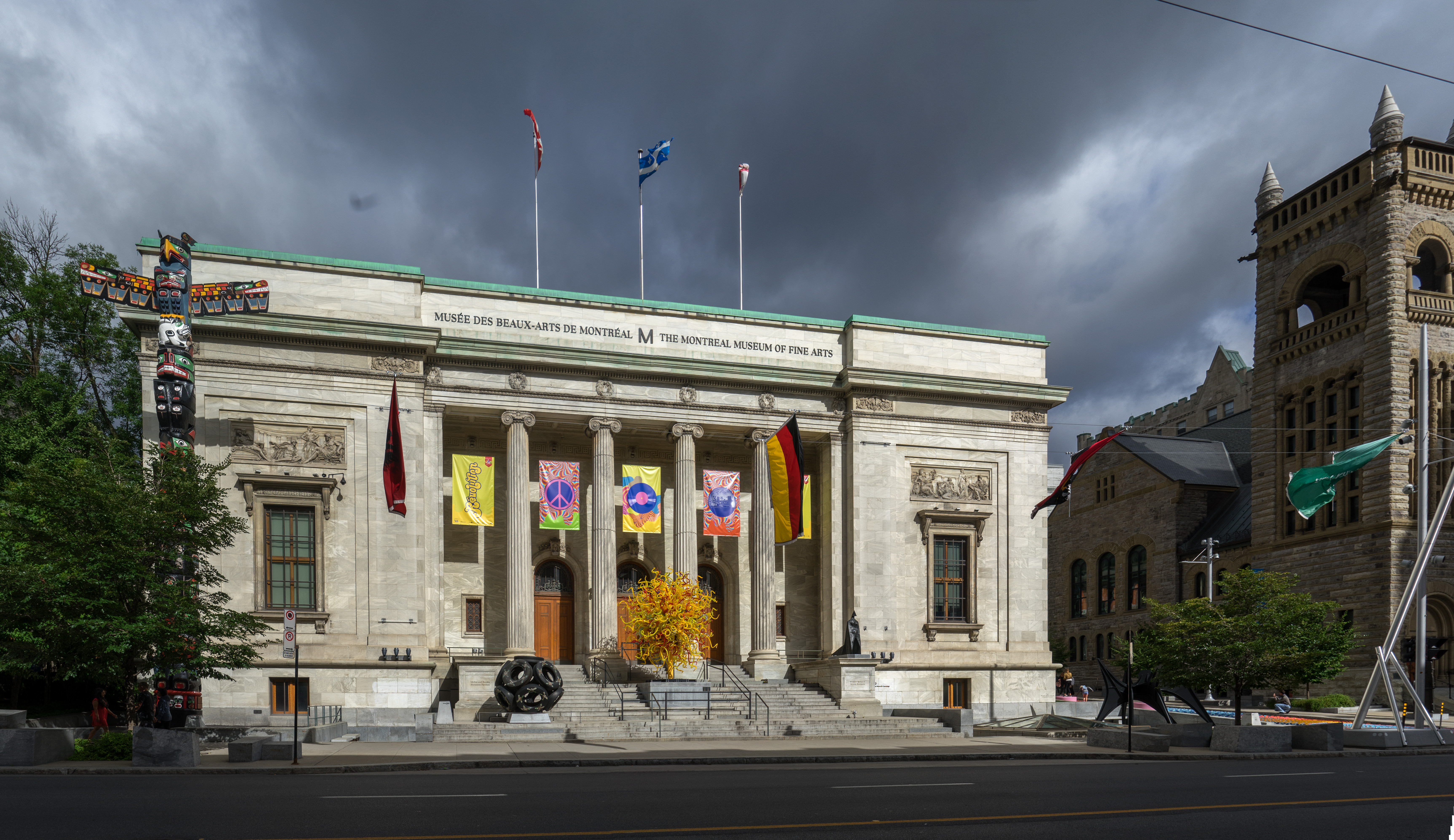
Michal and Renata Hornstein Pavilion

Das Musée des beaux-arts de Montréal (engl.: The Montreal Museum of Fine Arts – MBAM) ist Kanadas ältestes Kunstmuseum. Es wurde 1860 in Montreal gegründet und widmet sich der Förderung des künstlerischen Erbes von Québec, Kanada und der internationalen Kunst. Die enzyklopädische Sammlung umfasst mehr als 43.000 Werke, darunter eine bemerkenswerte Sammlung zeitgenössischer dekorativer Kunst, die zu den bedeutendsten in Nordamerika zählt. Der Museumscampus liegt im Herzen der Innenstadt von Montreal, auf beiden Seiten der Rue Sherbrooke Ouest. Die kunstgeschichtliche Bibliothek des Museums zählt zu den größten in Québec und Kanada. Das Museum verzeichnete 2019 mit 1.174.890 Besuchern einen Besucherrekord.

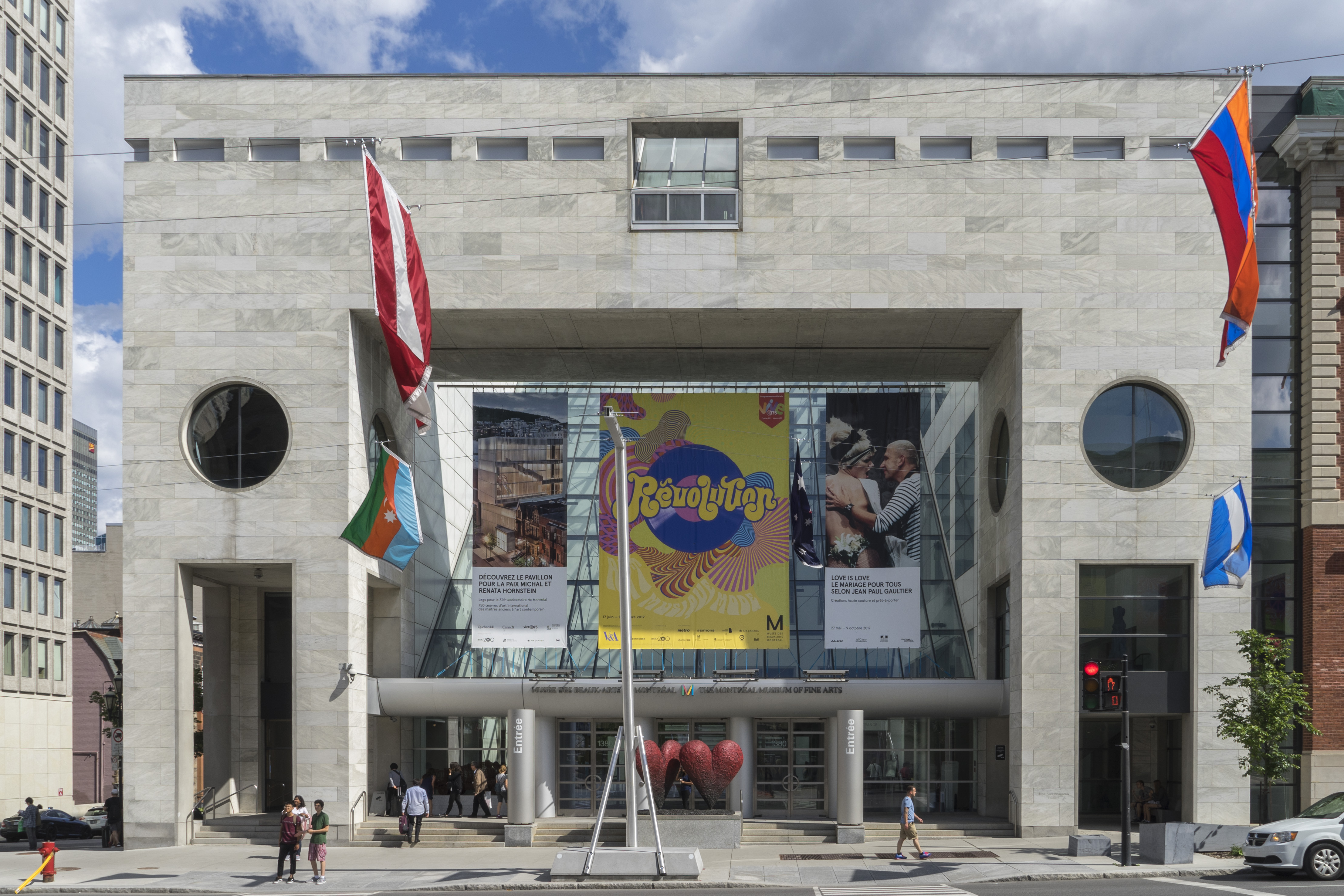
Jean-Noel Desmarais Pavillon

Das Museum ist in fünf Pavillons untergliedert:
- Michal and Renata Hornstein Pavilion, 1912 erbaut von William Sutherland Maxwell und Edward Maxwell (Archäologie und Antike Kunst)
- Jean-Noël Desmarais Pavilion, entworfen von Moshe Safdie, erbaut 1991 (Moderne und zeitgenössische Kunst)
- Liliane and David M. Stewart Pavilion. Ein den dekorativen Künsten und dem Design gewidmeter Pavillon für Montréal, UNESCO City of Design. Der 2012 eröffnete Pavillon zeigt rund 900 Objekte – Möbel, Glas, Silber, Textilien, Keramik und Industriedesign.
- Claire and Marc Bourgie Pavilion, erbaut 2011. Kunst aus Québec und kanadische Kunst werden mit rund 600 Werken auf einer Ausstellungsfläche von zweitausend Quadratmetern präsentiert.
- Michal and Renata Hornstein Pavilion for Peace, Der Michal und Renata Hornstein Pavillon für den Frieden beherbergt seit 2016 über 750 Werke, von alten Meistern bis hin zu zeitgenössischer Kunst. Die einzige Sammlung dieser Art in Quebec und die zweitgrößte in Kanada.

Seit 2002 wurde ein Skulpturengarten angelegt und 2004 eröffnet. Im Zuge der Einrichtung des neuen Claire und Marc Bourgie Pavillons wurde er zu einer wichtigen Ansammlung von Kunstwerken im öffentlichen Raum. Der Garten, der hauptsächlich an der Avenue du Musée angelegt wurde, ist mit Ulmen und Hainbuchen bepflanzt. Kalksteinblöcke, die von dem Künstler Adad Hannah ausgewählt und angeordnet wurden, dienen als Bänke und Sockel für die Skulpturen.
Das Museum hat eine Fläche von insgesamt 53.095 Quadratmetern, wovon 13.000 Quadratmeter für Ausstellungen genutzt werden.

## Sammlung
- Werke alter Meister[4]: Niccolò di Pietro Gerini, Neri di Bicci, Gherardo di Giovanni del Fora, Andrea Mantegna, Mariotto Albertinelli, Tintoretto, Paolo Veronese, Giovanni Battista Tiepolo, Canaletto, Hans Memling, Floris Van Dyck, Jan Davidsz de Heem, Nicolas Maes, Emanuel de Witte, Rembrandt, Jacob van Ruisdael, Gerard ter Borch, El Greco, Francisco Goya, Nicolas Poussin, Jacques Linard, Charles Le Brun, Philippe de Champaigne, Claude Lorrain, François Boucher, Hubert Robert.
- Kunst des 19. Jahrhunderts und des Impressionismus[5]: Eugène Isabey, Théodore Chassériau, Honoré Daumier, Camille Corot, Gustave Courbet, Henri Fantin-Latour, Paul Cézanne, Alfred Sisley, Charles-François Daubigny, James Tissot, Edgar Degas, William Adolphe Bouguereau, Jean-Léon Gérôme, Auguste Rodin, Pierre-Auguste Renoir, Claude Monet, Camille Pissarro, Ferdinand Hodler, Thomas Faed, Louis Comfort Tiffany.
- Kunst des 20. und des 21. Jahrhunderts[6]: Henri Matisse, Salvador Dalí, Tom Thomson, Otto Dix, Lawren Stewart Harris, Marc-Aurèle Fortin, Kees van Dongen, Paul-Émile Borduas, Jean-Paul Riopelle, Guido Molinari, Alex Colville, Pablo Picasso, Joan Miró, Mark Tansey, Kent Monkman, David Altmejd, Hans Hofmann, Sam Francis, Robert Rauschenberg, Alexander Calder, Louise Nevelson, Leon Golub, Gerhard Richter, Jörg Immendorff, Rebecca Horn, Barry Flanagan, Stephan Balkenhol.
- Kunst aus Québec und Kanada[7]
- Kunstgewerbe und Design[8]: Das MBAM besitzt eine der größten Sammlungen von Kunstgewerbe und Design vor 1900 in Nordamerika.
Die Sammlung umfasst 4.150 Objekte, darunter Silber, Glas, Keramik, Metalle, Textilien, Emaille und Möbel. Die Vielfalt an Materialien und Stilen zeugt von der Qualität der Sammlung und veranschaulicht die Entwicklung der dekorativen Künste zwischen 1400 und 1900.
Die einzigartige Sammlung von Kunstgewerbe und des Designs nach 1900 in Kanada umfasst mehr als 6.100 Objekte. Diese beinhalten Möbel, Schmuck, Keramik, Glas, Silber und Textilien, die von internationalen Designern entworfen wurden. Die Sammlung verfolgt die wichtigsten Bewegungen, die die Geschichte der dekorativen Künste und des Designs seit 1900 geprägt haben, darunter Jugendstil, Art déco, Modernismus und Postmoderne.
- Kunstwerke aus aller Welt[9]
- Grafik und Fotografie:[10] Das Musée des beaux-arts de Montréal besitzt eine der bedeutendsten Grafik -Sammlungen in Kanada. Die Sammlung umfasst Drucke, Zeichnungen und Fotografien aus über fünf Jahrhunderten und zeigt die Meisterwerke einer Vielzahl von Künstlern aus der europäischen und nordamerikanischen Kunstgeschichte. Der Großteil der fotografischen Sammlung des Museums besteht aus zeitgenössischen Werken, die mehr als 2.500 Werke aus Kanada, den USA, Europa, Afrika und Asien umfassen. In den letzten Jahren hat das Museum seine Fotosammlung erheblich erweitert.
- Skulpturengarten[11]. Die folgenden Künstler sind im Garten vertreten: David Altmejd, Jim Dine, Kosso Eloul, Joe Fafard, Antony Gormley, Henry Moore, Mimmo Paladino, Jean-Paul Riopelle, Auguste Rodin, Armand Vaillancourt, Dale Chihuly, Aaron Curry, Valérie Blass, César, Barry Flanagan, François-Xavier Lalanne, Fernand Léger, Jaume Plensa.

## Werke (Auswahl)

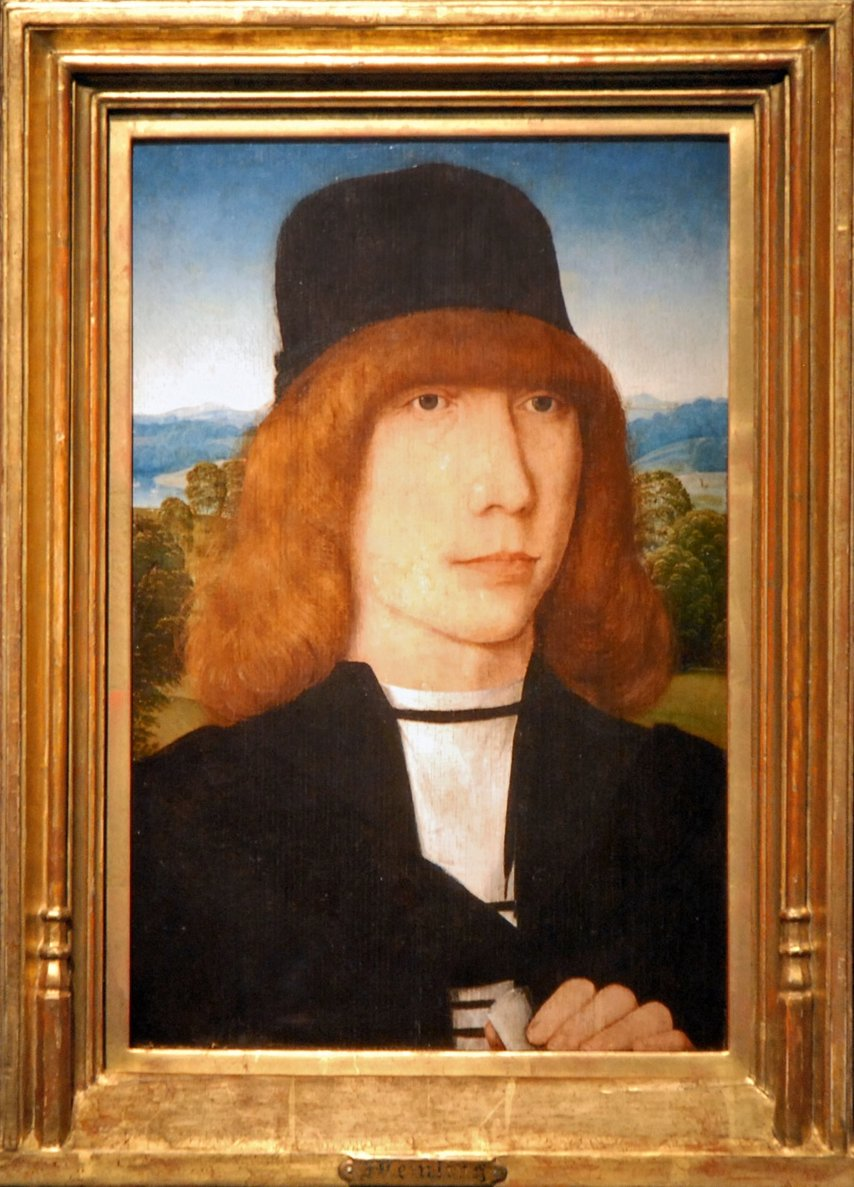
Hans Memling – Männerporträt
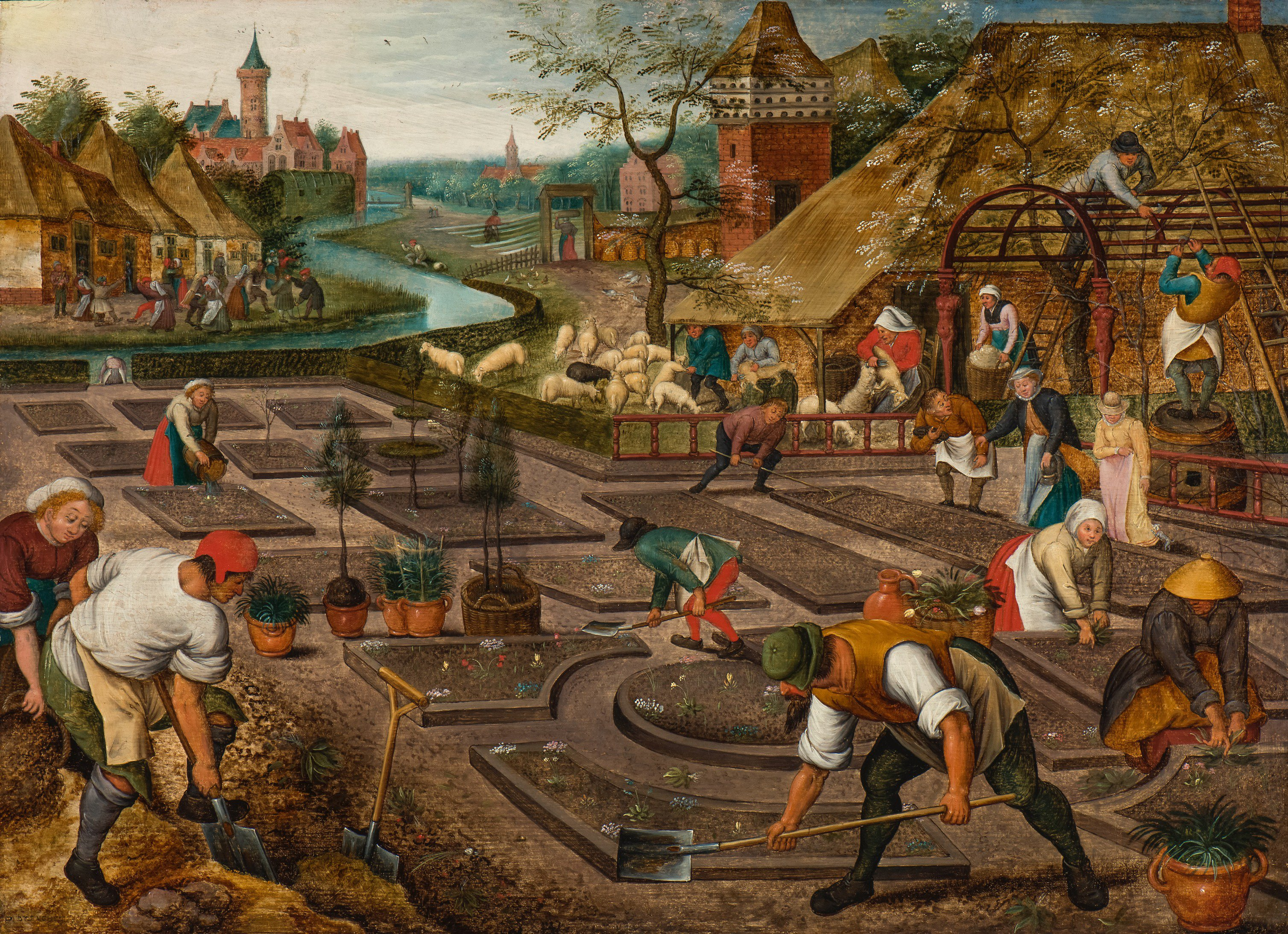
Pieter Brueghel der Jüngere – Frühling
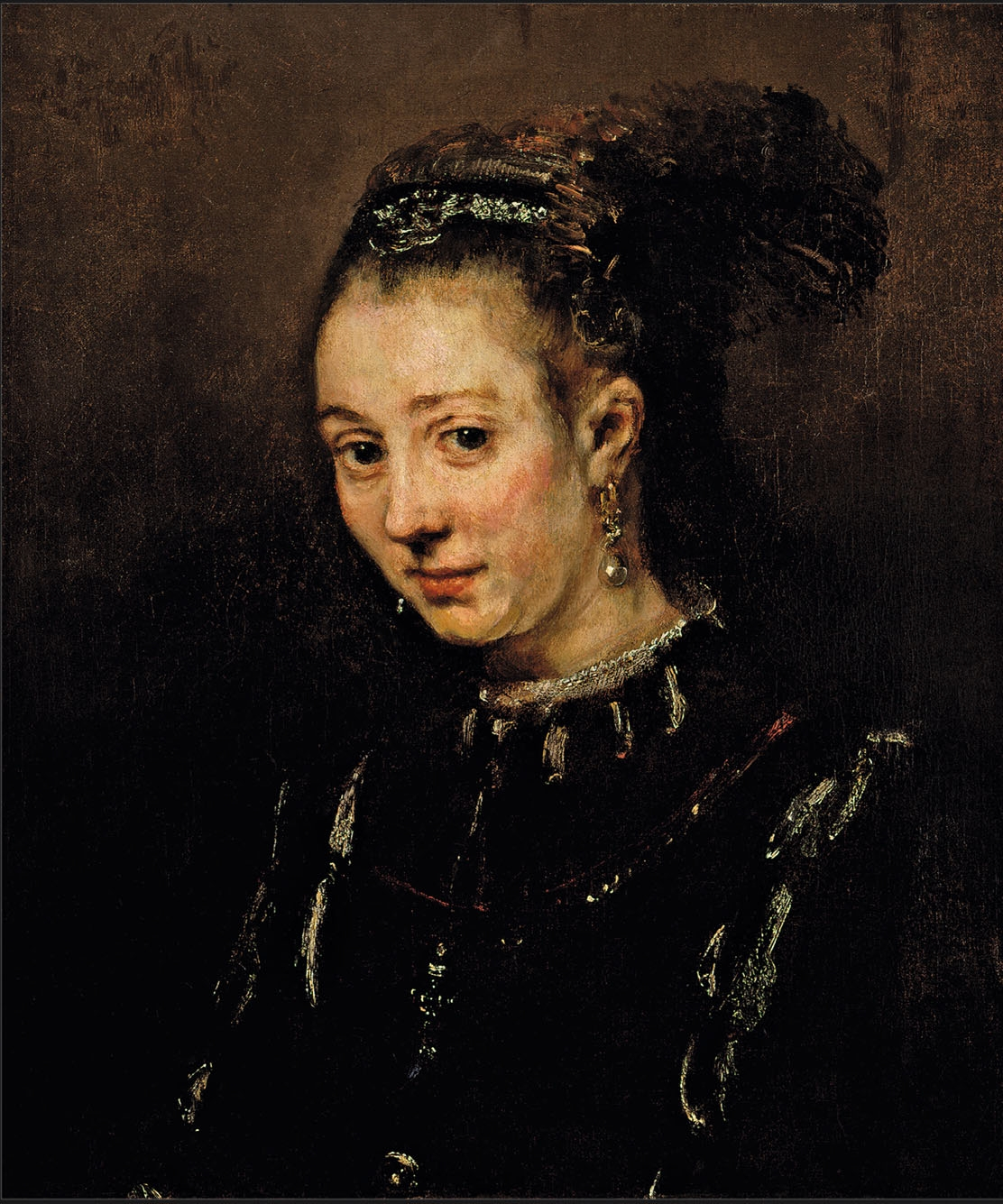
Rembrandt – Bildnis einer jungen Frau
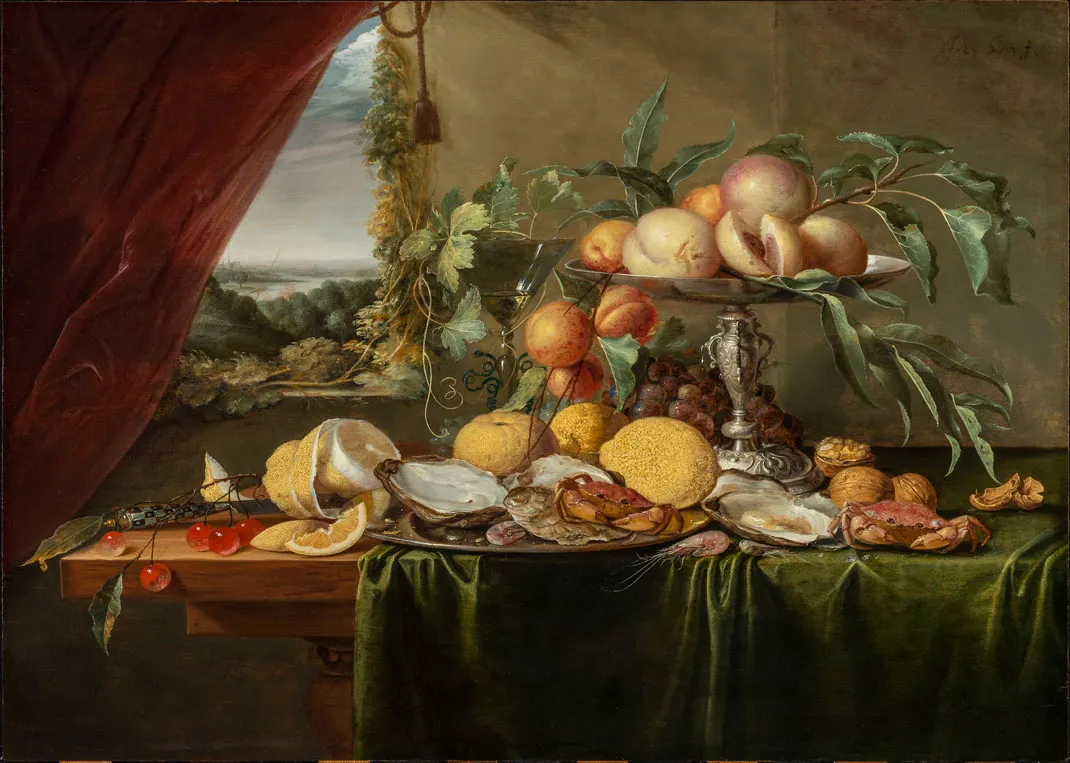
Jan Davidsz de Heem – Bankett Stillleben mit Blick auf eine Landschaft
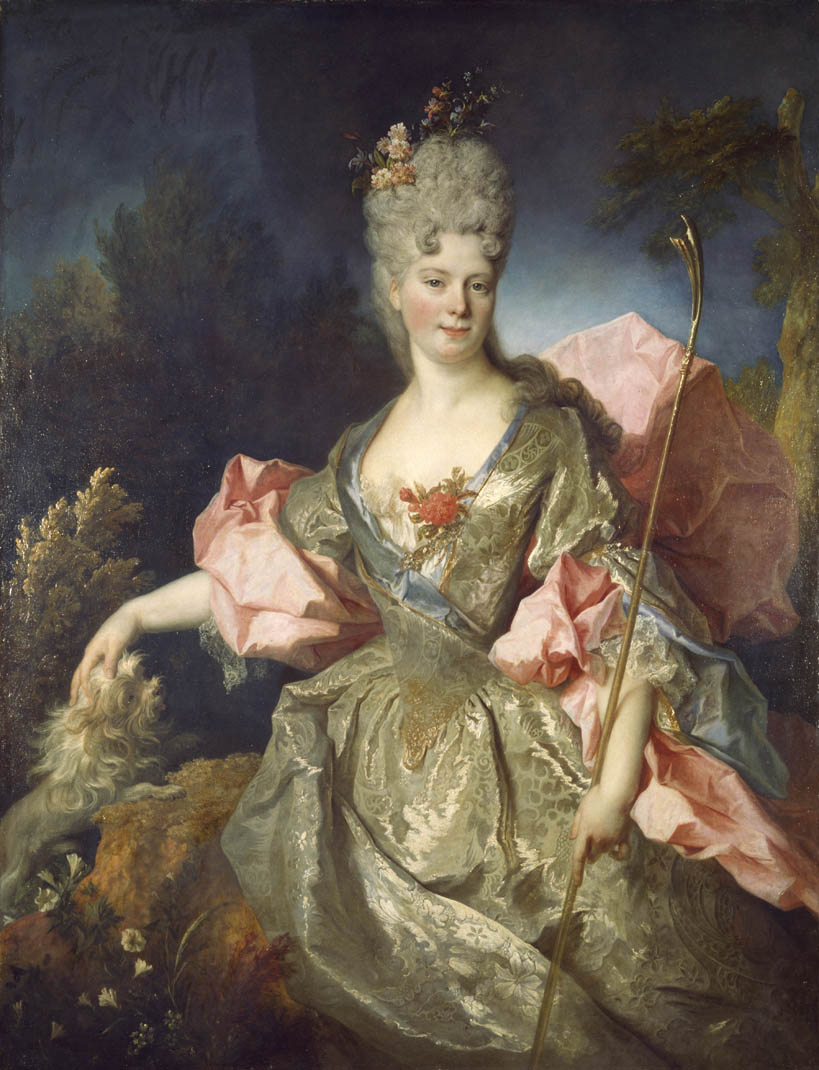
Nicolas de Largillière – Gräfin von Castelblanco
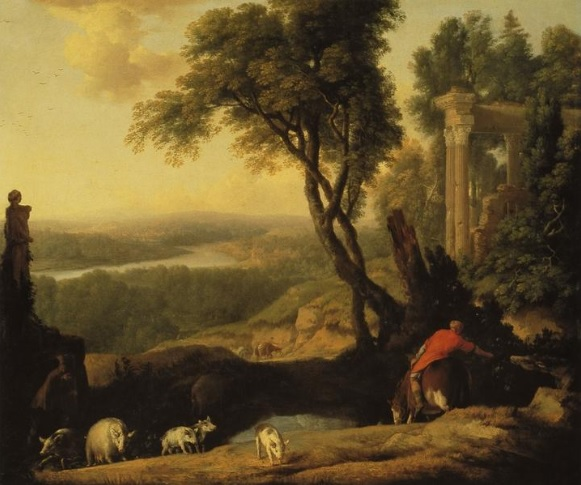
Laurent de La Hyre – Paysage au porcher
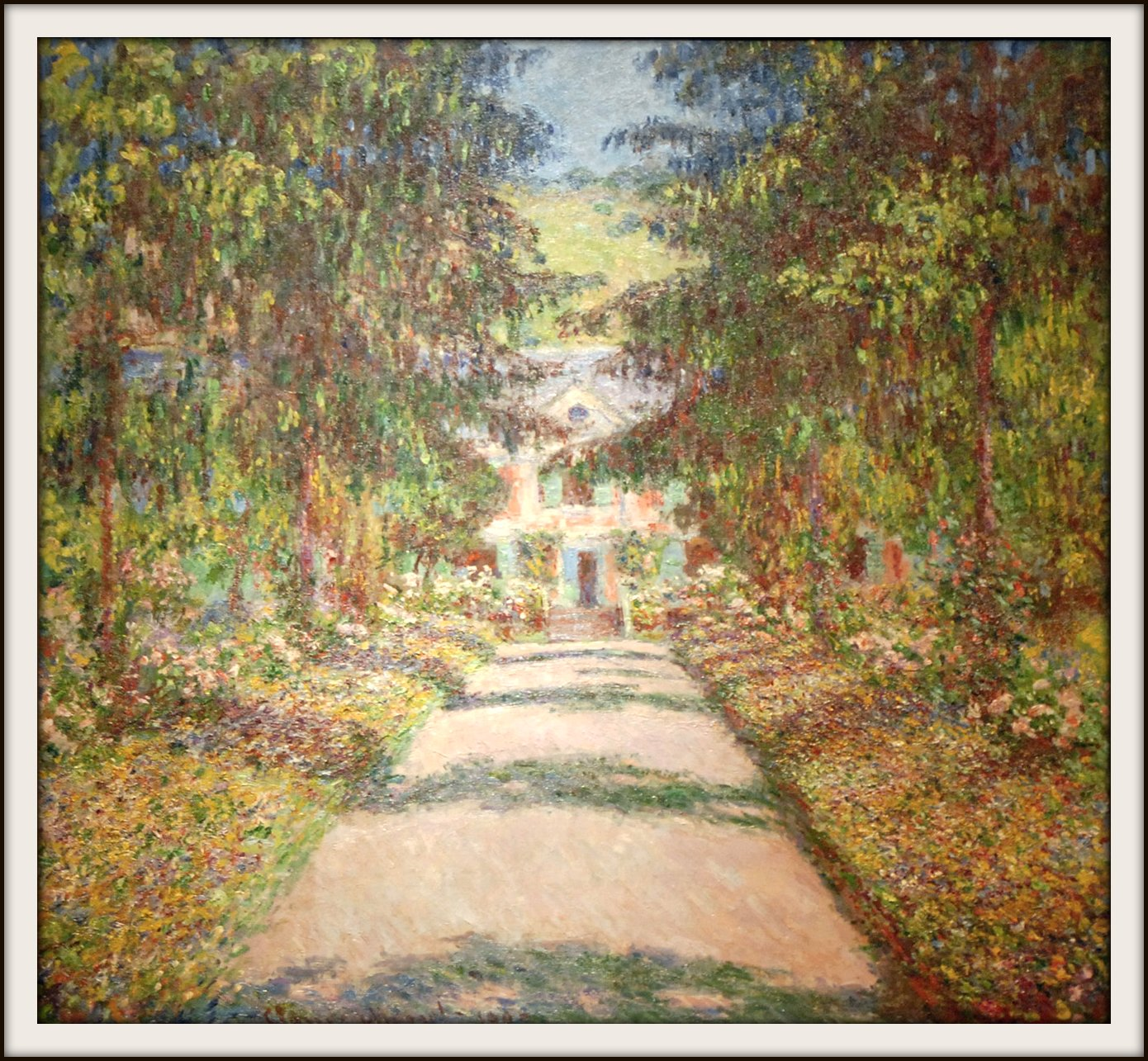
Claude Monet – La grande allée à Giverny
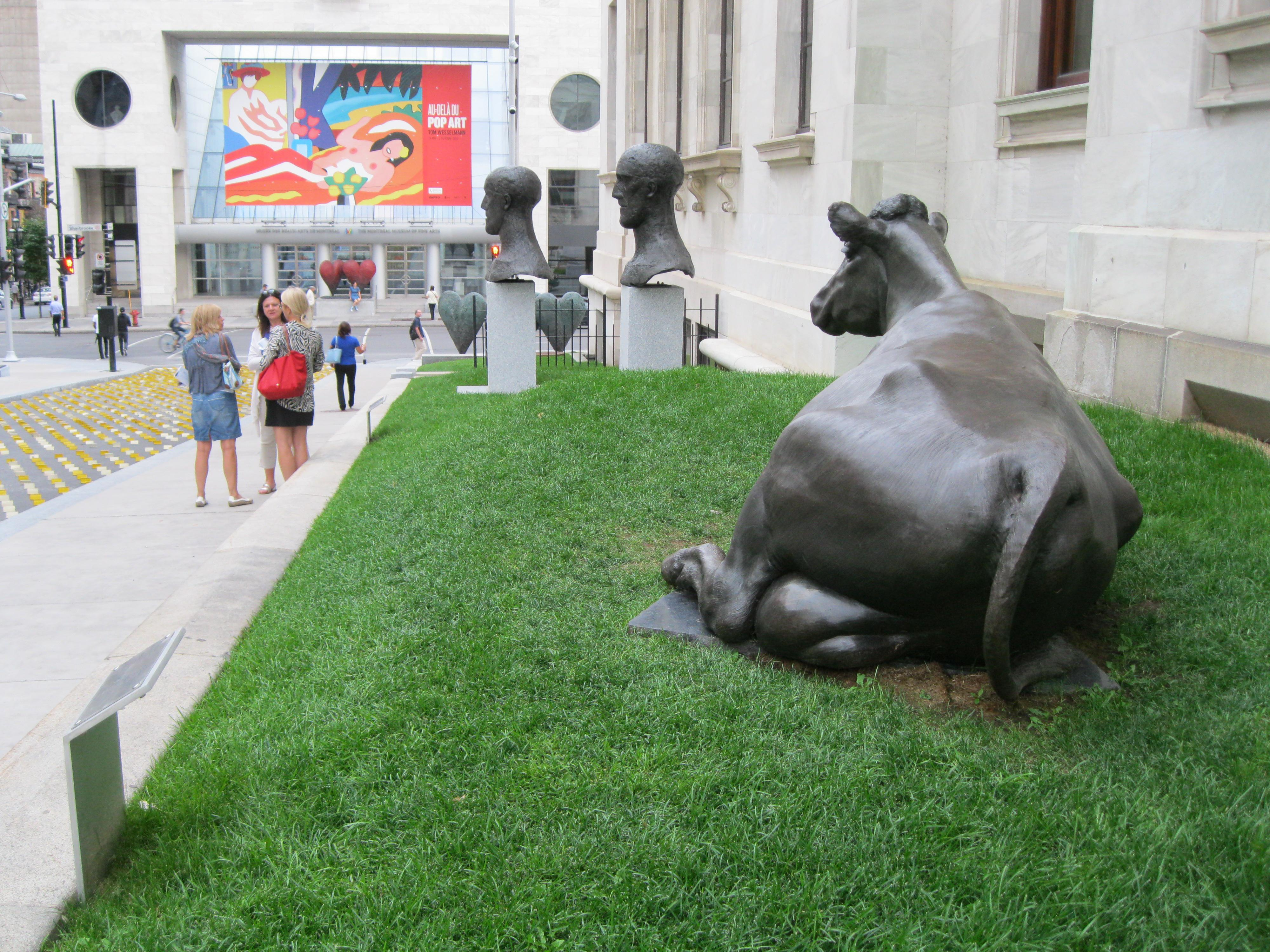
Claudia (2003) von Joe Fafard im Skulpturengarten
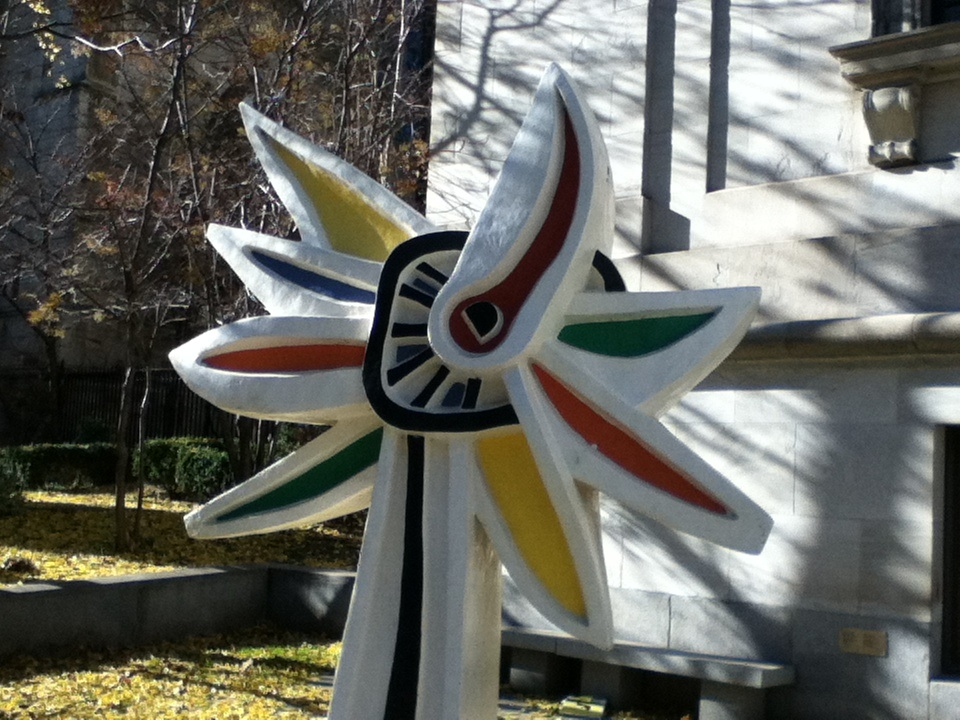
Fernand Léger – Fleur
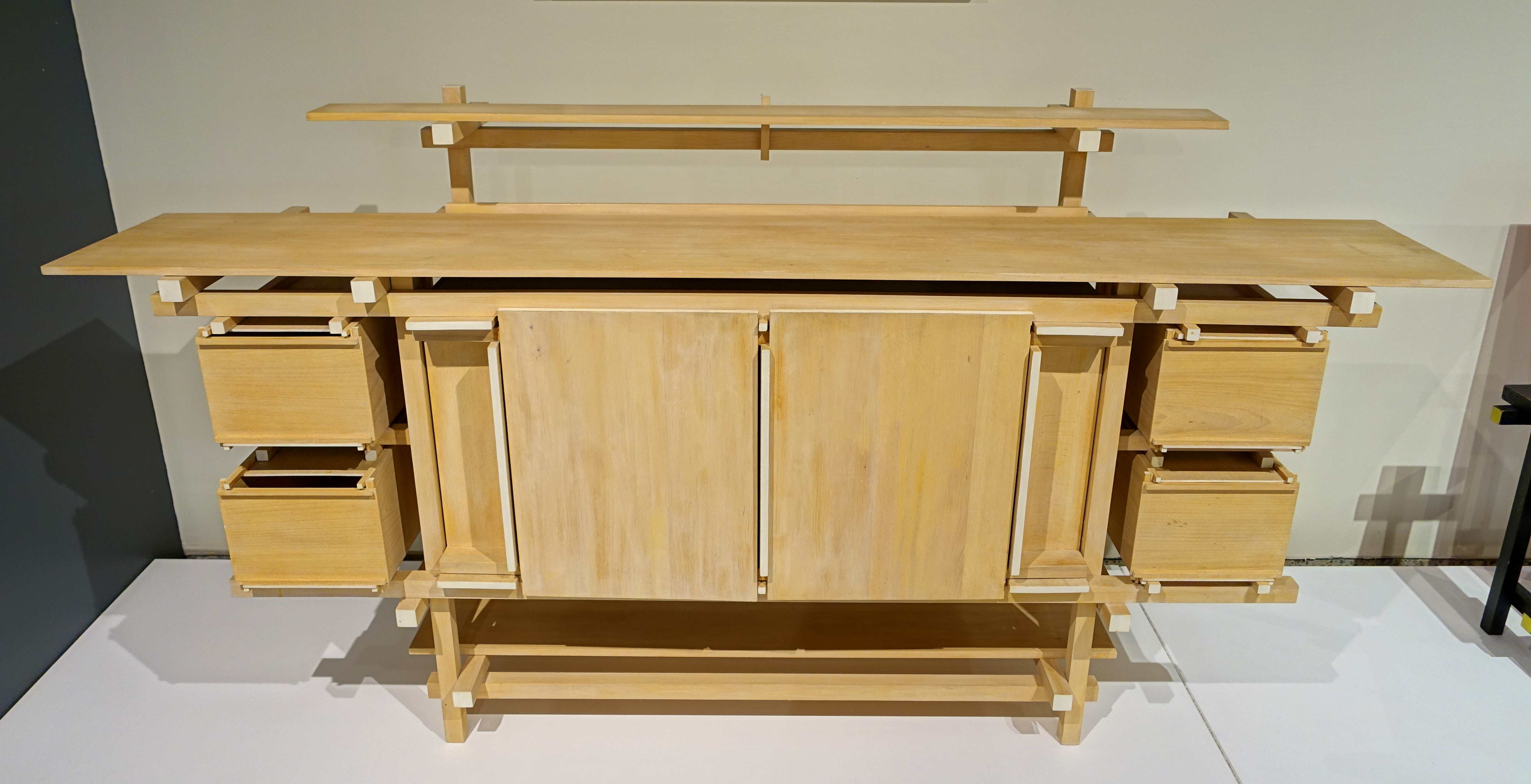
Gerrit Thomas Rietveld – Anrichte, Entwurf 1919
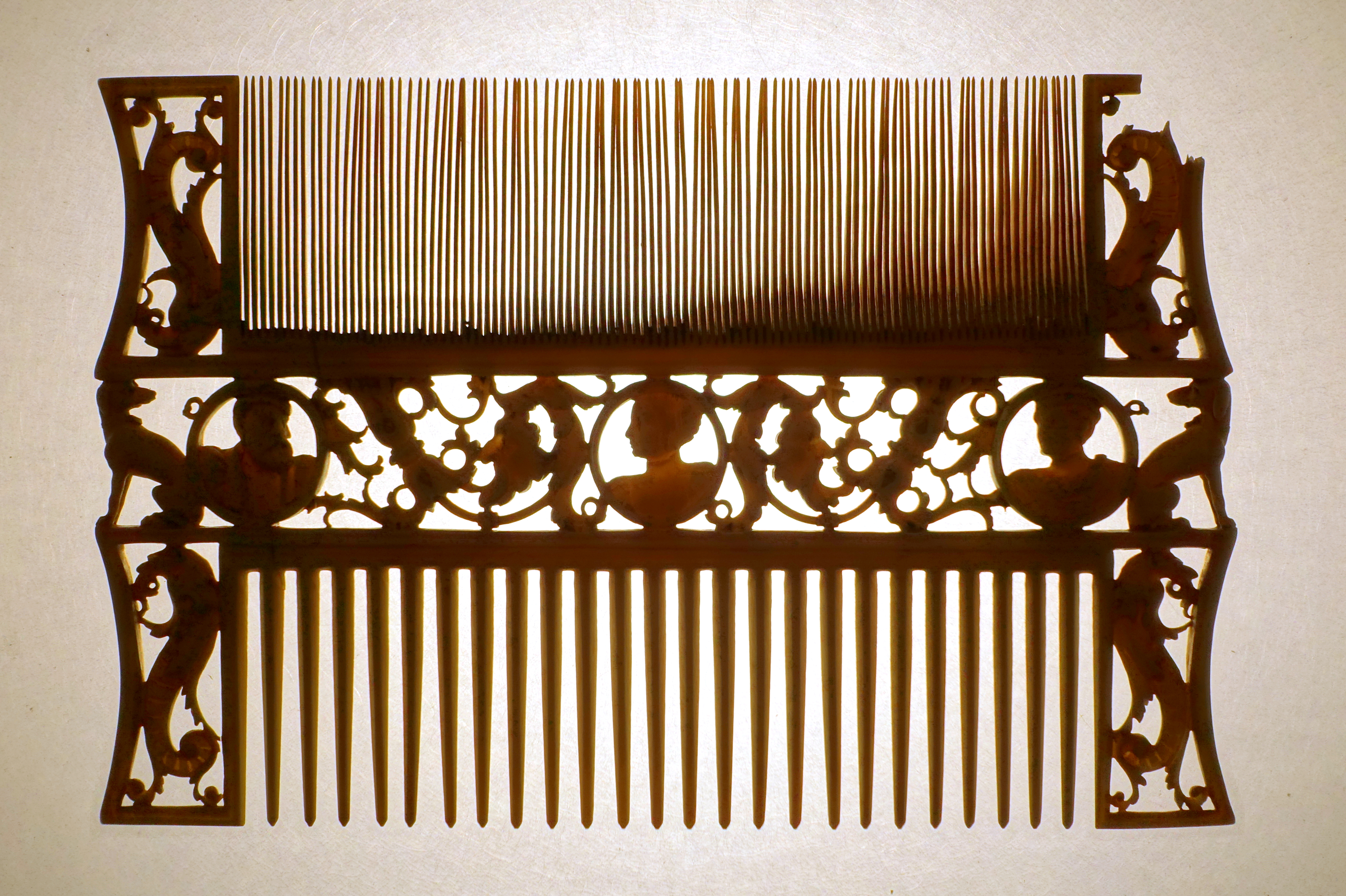
Kamm, Italien oder Frankreich, ca. 1520-1550
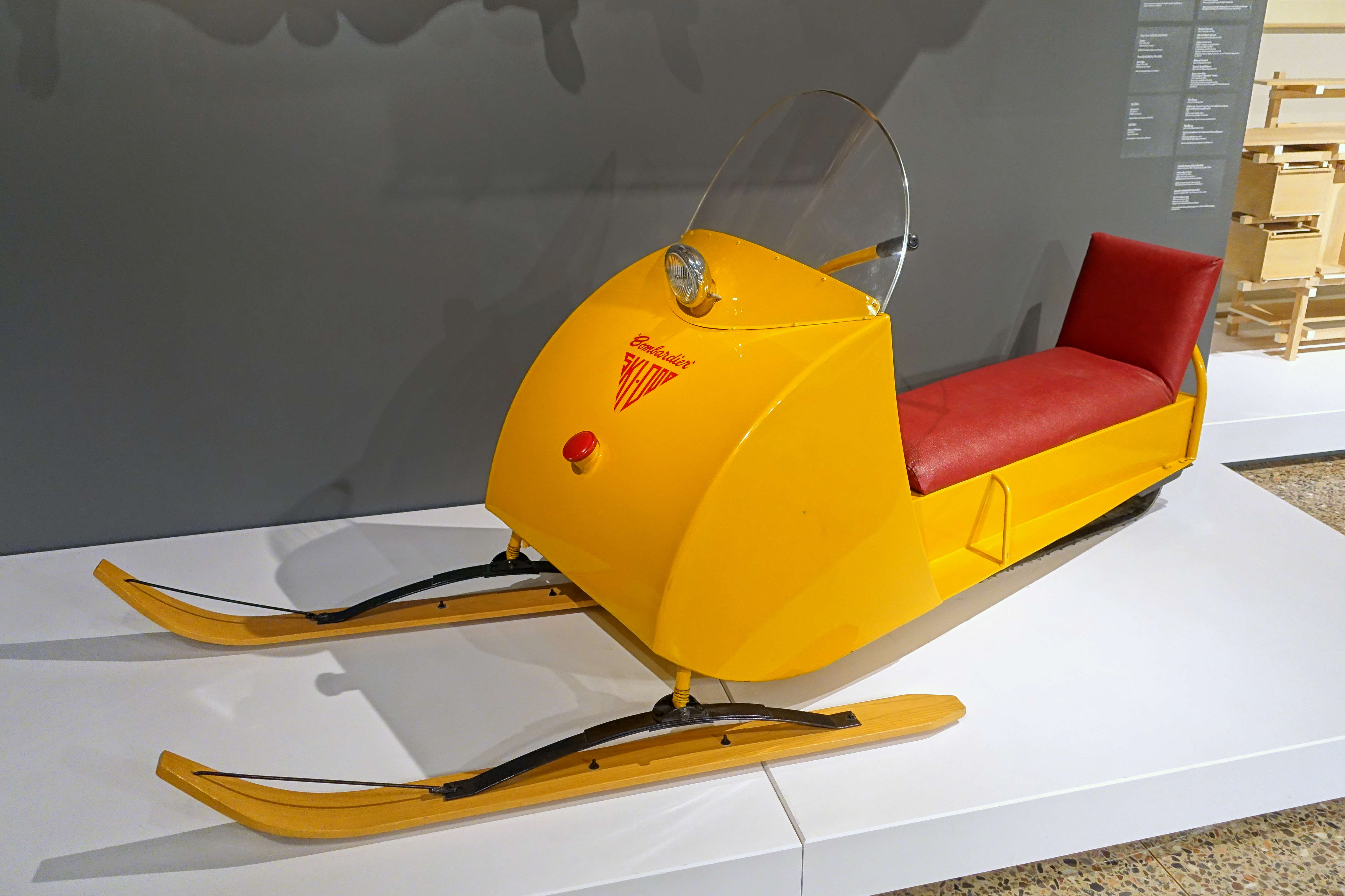
Joseph-Armand Bombardier, Ski-Doo Snowmobile, 1961
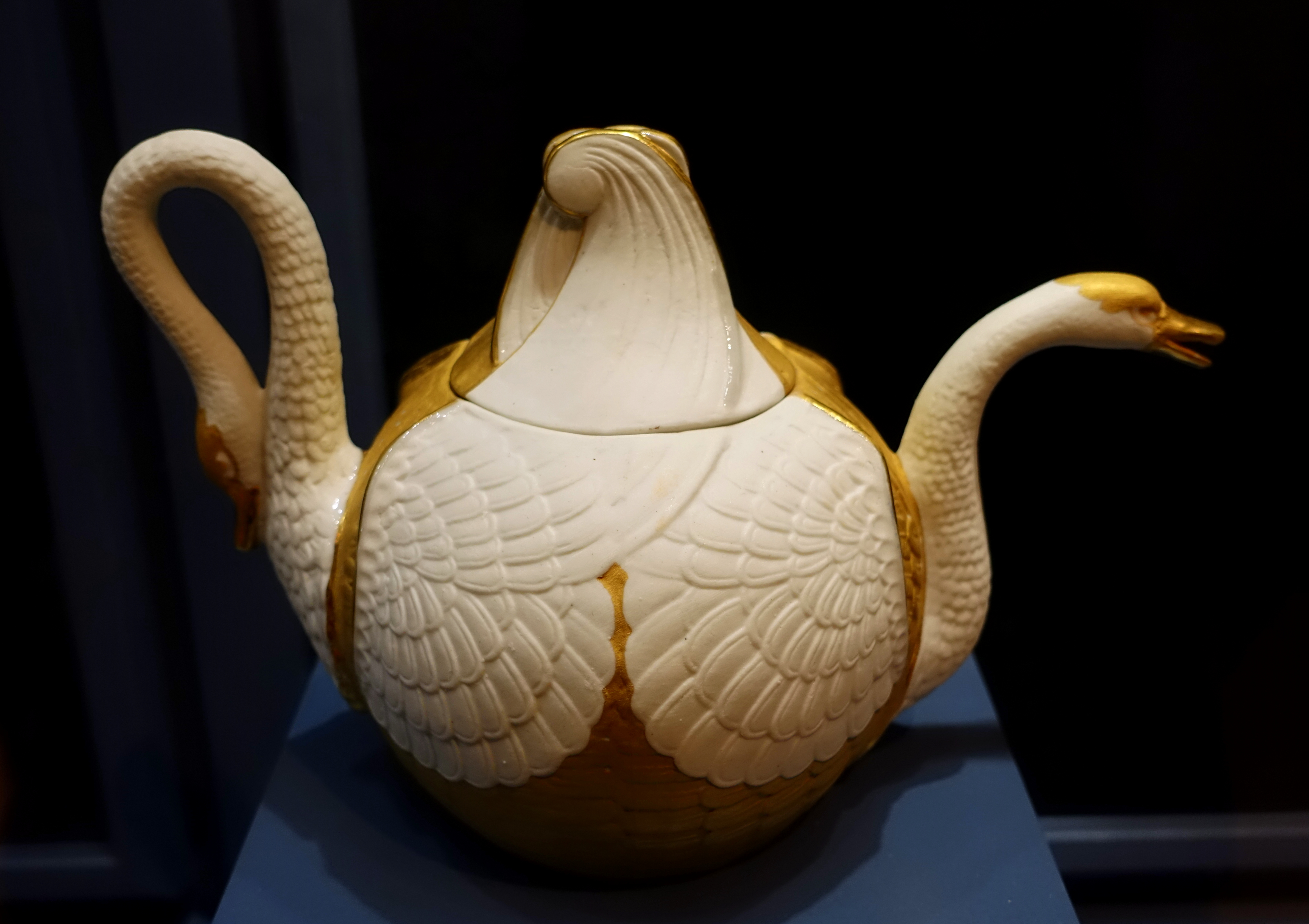
Schwanenkanne, Manufaktur Dagoty, Paris, 1804-1814
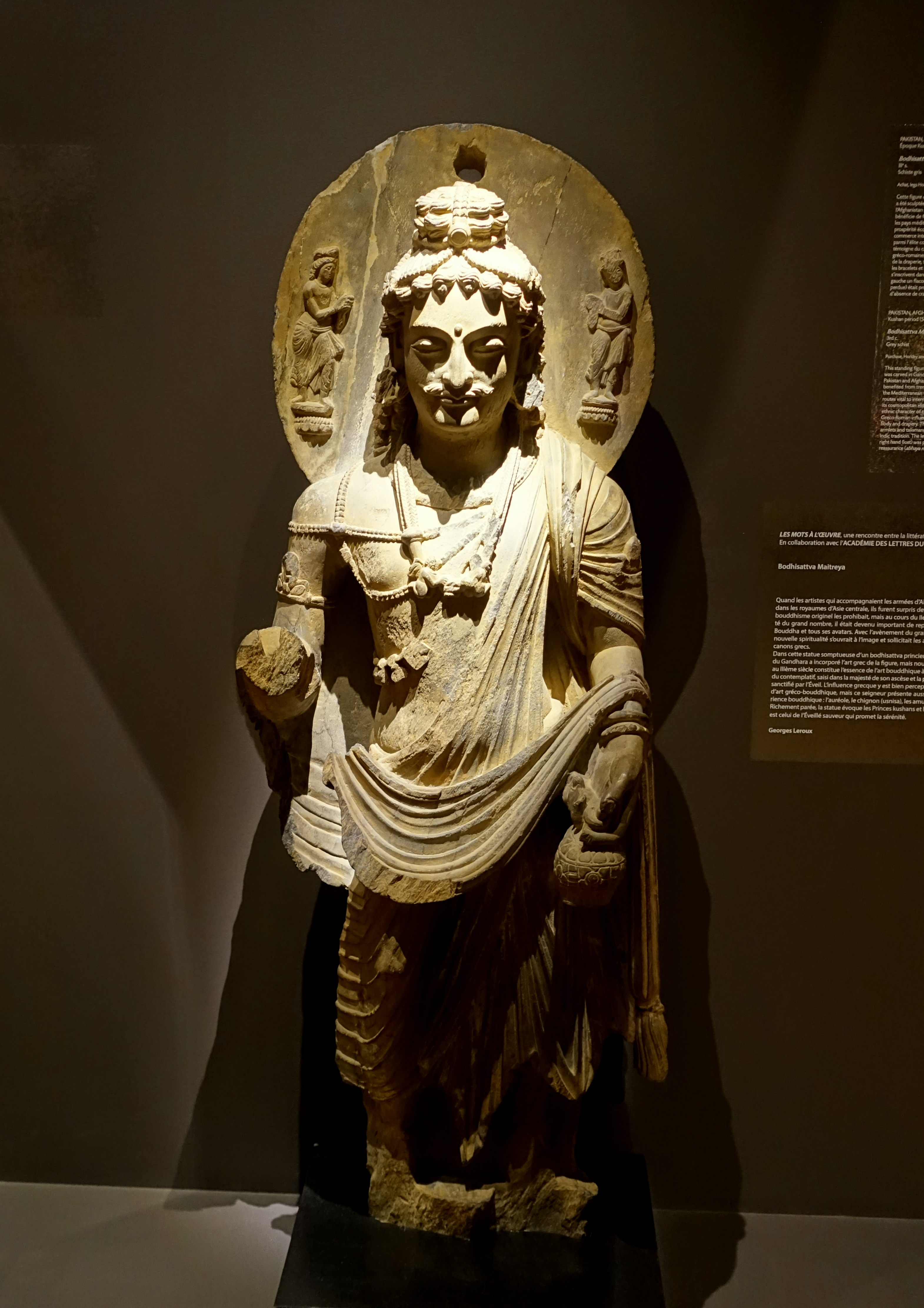
Maitreya Boddhisattva, Gandhara, Kushan-Zeit, 3. Jahrhundert

## Vergangene Ausstellungen (Auswahl)
- Françoise Sullivan: «Je laissais les rythmes affluer» 1. November 2023 bis 18. Februar 2024
- Marisol: une rétrospective. 7. Oktober 2023 bis 21. Januar 2024
- Parall(elles): une autre histoire du design. 18. Februar bis 28. Mai 2023
- Diane Arbus: Photographies, 1956-1971. 15. September 2022 bis 29. Januar 2023
- Nicolas Party: L’heure mauve. 12. Februar bis 16. Oktober 2022
- Riopelle: À la rencontre des territoires nordiques et des cultures autochtones. 11. Februar bis 12. September 2021
- Paris au temps du postimpressionnisme: Signac et les Indépendants. 4. Juli bis 1. Oktober 2020
- Momies égyptiennes: passé retrouvé, mystères dévoilés. 14. September 2019 bis 2. Februar 2020
- Thierry Mugler: Couturissime. 2. März bis 8. September 2019
- Alexander Calder: un inventeur radical. 21. September 2018 bis 24. Februar 2019
- Napoléon: art et vie de cour bis palais impérial. 3. Februar bis 10. Mai 2018
- Il était une fois ... le western, une mythologie entre art et cinéma. 14. Oktober 2017 bis 28. Januar 2018
- RÉVOLUTION -«You say you want a revolution». 17. Juni bis 9. Oktober 2017
- Chagall: Couleur et musique. 28. Januar bis 11. Juni 2017
- Focus Perfection: Robert Mapplethorpe. 10. September 2016 bis 22. Januar 2017
- POMPÉII. 6. Februar bis 5. September 2016
- Une modernité des années 1920. Le Groupe de Beaver Hall. 24. Oktober 2015 bis 31. Januar 2016
- Métamorphoses. Dans le secret de l’atelier de Rodin. 30. Mai bis 18. Oktober 2015
- Merveilles et mirages de l’orientalisme: de l’Espagne bis Maroc, Benjamin-Constant en son temps. 31. Januar bis 31. Mai 2015
- De Van Gogh à Kandinsky. 11. Oktober 2014 bis 25. Januar 2015
- Fabuleux Fabergé. 14. Juni bis 5. Oktober 2014
- Peter Doig: Nulle terre étrangère. 25. Januar bis 4. Mai 2014
- Splendore a Venezia, art et musique de la Renaissance bis Baroque à Venise. 12. Oktober 2013 bis 19. Januar 2014
- Dale Chihuly, un univers à couper le souffle. 8. Juni bis 27. Oktober 2013
- Tom Wesselmann. Sommer 2012
- Lyonel Feininger de Manhattan au Bauhaus. Winter 2012
- L'empereur guerrier de Chine et son armée de terre cuite. 11. Februar bis 26. Juni 2011
- Rouge Cabaret: le monde effroyable et beau d'Otto Dix. 24. September bis 2. Januar 2011
- We Want Miles. Miles Davis: le jazz face à sa légende. 30. April bis 29. August 2010
- Louis C. Tiffany, Maître verre. 11. Februar bis 2. Mai 2010
- Waterhouse, Le préraphaélite moderne. 1. Oktober 2009 bis 7. Februar 2010
- Grandeur nature. Peinture et photographie des paysages américains et canadiens de 1860 à 1918. 18. Juni bis 27. September 2009
- Imagine: la ballade pour la paix de John & Yoko, organisée avec la collaboration exceptionnelle de Yoko Ono. 2. April bis 21. Juni 2009
- Kees van Dongen, un fauve en ville. 22. Januar bis 19. April 2009
- Warhol Live. La musique et la danse dans l’œuvre d’Andy Warhol. September 2008 bis Januar 2009
- Yves Saint Laurent, 2008
- Cuba. Art et histoire de 1968 à nos jours, 2008
- Il était une fois Walt Disney. aux sources de l’art des studios Disney, 2007
- Catherine la Grande: un art pour l’Empire. Chefs-d’œuvre musée de l’Ermitage de Saint-Pétersbourg, 2006
- Égypte éternelle: chefs-d’œuvre de l’art ancien du British Museum, 2005
- Jean Cocteau, 2004
- Édouard Vuillard, 2003
- L'invitation bis voyage: l’avant-garde française de Gauguin à Matisse, 2003
- Richelieu: L'art et le pouvoir, 2003
- Riopelle, 2002
- Grands maîtres italiens de Raphaël à Tiepolo: la collection musée des Beaux-Arts de Budapest, 2002
- Picasso érotique, 2001
- Hitchcock et l'art, 2000
- De Renoir à Picasso: les chefs-d’œuvre du musée de l’Orangerie, 2000
- Monet à Giverny, 1999
- Le temps des Nabis, 1998
- Astérix, l’exposition, 1997
- Magritte, 1996
- Gauguin et l’école de Pont-Aven, 1995
- Paradis pers: l'Europe symboliste, 1995
- Le génie sculpteur dans l’œuvre de Michel-Ange, 1992
- Chefs-d’œuvre du Musée Guggenheim, 1992
- Jean-Paul Riopelle, 1992
- Les années 1920: l’âge des métropoles, 1991
- Salvador Dalí, 1990
- Léonard de Vinci, ingénieur et architecte, 1987
- Miró à Montréal, 1986
- Pablo Picasso: rencontre à Montréal, 1985
- Bouguereau, 1984
- Ferdinand Hodler, 1984
- Fernand Léger, 1982
- Le Musée imaginaire de Tintin, 1980
- Chefs-d’œuvre de l'Ermitage et Musée russe de Leningrad, 1976
- Rembrandt et ses élèves, 1969
- Les trésors de Toutankhamon, 1964
- Rétrospective Picasso en gravures, 1962